# Muzeul Memorial „George Coșbuc”
Muzeul Memorial „George Coșbuc” este un muzeu județean din satul Coșbuc, amplasat la nr. 240. Expoziția cuprinde obiecte aparținând poetului George Coșbuc (1886 - 1918): leagănul, pupitrul și scaunul de școlar, pelerina, trusa de voiaj, manuscrise, ediții ale operei sale.
În prima încăpere sunt expuse obiecte personale ale poetului George Coșbuc și numeroase cărți.
În a doua încăpere se remarcă băncuța școlarului, o etajeră cu operele poetului, pelerina și pălăria lui, alături de mobilierul obișnuit.
În ultima încăpere se află imagini de familie, printre care și cu fiul său, ce a murit prematur într-un accident de automobil. Clădirea actualului muzeu a fost construită după 1840 de tatăl poetului, preotul Sebastian Coșbuc. Este monument istoric și a fost restaurată în 1954.
Clădirea muzeului este declarată monument istoric, având codul BN-IV-m-A-01743. Clădirea muzeului a fost construită după 1800, de tatăl poetului, preotul Sebastian Coșbuc și folosită ca locuință.